# التجارة الإلكترونية في الهند
لدى الهند قاعدة من مستخدمي الإنترنت تصل لحوالي 354 مليونا بحسب دراسة أجريت في يونيو 2015 ومن المتوقع أن تتجاوز 500 مليون شخص في 2016. على الرغم من كونها ثاني أكبر قاعدة مستخدمين في العالم، بعد الصين (650 مليون شخص، 48 ٪ من السكان)، لكن اختراق التجارة الإلكترونية منخفضة بالمقارنة مع الأسواق مثل الولايات المتحدة (266 مليون، 84%) أو فرنسا (54 مليون، 81%)، ولكنه ينمو بمعدل غير مسبوق، حيث يتم إضافة حوالي 6 ملايين من الداخلين الجدد كل شهر.
في الهند، الدفع نقدا عند التسليم هو أكثرطرق الدفع تفضيلا حيث تصل ل 75% من أنشطة تجارة التجزئة الالكترونية. اكما أن لطلب على المنتجات الاستهلاكية الدولية  ينمو بوتيرة أسرع بكثير من عروض الموردين المحليين سواء الموزعين المعتمدين أو عروض التجارة الإلكترونية.
في عام 2015، أكبر شركات التجارة الإلكترونية في الهند فليبكارت، سنابديل، أمازون الهند، Paytm.

## حجم السوق والنمو
يبلغ سوق التجارة الالكترونية بالهند ما قيمته حوالي 3.9 مليار دولار في عام 2009، ووصل لمبلغ  12.6 مليار دولار في عام 2013. في عام 2013، وصل قطاع التجزئة إلى 2.3 بليون دولار أمريكي. حوالي 70 ٪ من سوق التجارة الإلكترونية الهندية مرتبط بقطاع  السفر. وفقا لجوجل الهند، هناك 35 مليون متسوق عبر الإنترنت في الهند في الربع الأول من عام 2014  و من المتوقع أن يتجاوز 100 مليون دولار بحلول نهاية العام 2016. بمعدل نمو سنوي مركب يقابل معدل النمو العالمي من 8-10%. وتعد الالكترونيات والملابس أكبر فئات من حيث المبيعات.
وفقا لدراسة أجرتها جمعية الإنترنت والمحمول الهندية، تقدر قيمة قطاع التجارة الإلكترونية بـ Rs. 211,005 كرور بحلول كانون الأول / ديسمبر 2016. الدراسة ذكرت أيضا أن حجوزات السفر عبر الإنترنت تشكل 61% من التجارة الإلكترونية في السوق.
بحلول عام 2020، من المتوقع أن تولد الهند 100 مليار دولار كإيرادات من قطاع التجزئة عبر الإنترنت منها 35 مليار دولار من خلال بيع الأزياء أونلاين.و يتوقع أن تتضاعف مبيعات الملابس أونلاين أربع مرات في السنوات المقبلة.

## إغلاقات
على الرغم من أن القطاع شهد نموا هائلا ومن المتوقع أن تنمو التجارة الإلكترونية العديد من المشاريع واجهت ضغوطا هائلة لضمان التدفقات النقدية. لكنه لم يعمل على جميع مواقع التجارة الإلكترونية. وكثير منهم مثل Dhingana, Rock.و Seventy MM  من بين مواقع أخرى اضطرت للإغلاق  أو تغيير نماذج الأعمال الخاصة بهم من أجل البقاء.

## البنية التحتية
هناك العديد من شركات الاستضافة التي تعمل في الهند ولكن معظمها[بحاجة لمصدر] ليست مناسبة لاستضافة مواقع التجارة الإلكترونية، لأنها لا توفر أمنا مناسبا كما أن الاستضافات المشتركة تعرض المواقع للتهديد. تتطلب مواقع التجارة الإلكترونية استضافة وحماية آمنة ومستقرة للغاية  .[بحاجة لمصدر] و تتغير اتجاهات بعض شركات التجارة الإلكترونية التي بدأت بتقديم البرمجيات كخدمة لاستضافة المتاجر على شبكة الإنترنت بحد أدنى من التكاليف.
للهند نسختها الخاصة من اثنين الانترنت المعروف بمهرجان التسوق الكبير عبر الإنترنت  الذي بدأ في كانون الأول / ديسمبر 2012، عندما أقامت جوجل الهند شراكة مع شركات التجارة الإلكترونية بما في ذلك Flipkart, HomeShop18, Snapdeal, Indiatimes shopping and Makemytrip. «إنترنت الاثنين» هو مصطلح صيغ في الولايات المتحدة الأمريكية ليوم الاثنين الذي يأتي بعد يوم الجمعة السوداء (الجمعة التالية لعيد الشكر. ) 
في أوائل يونيو / حزيران 2013، أطلق Amazon.com  سوق أمازون الهند دون أي حملة تسويق. في يوليو 2014، قالت أمازون انها سوف تستثمر ملياري دولار (من.12.000 كرور روبية) في الهند لتوسيع نطاق أعمالها التجارية، بعد إعلان منافسها الهندي Flipkart عن حصوله على تمويل بمليار دولار. في يونيو 2016، وافقت  أمازون على استثمار 3 مليارات دولار لزيادة الضغط على منافسيها Flipkart & Snapdeal و قامت أمازون أيضا بدخول قطاع الخضار والفواكه عن طريق شركتها Kirana  في بنغالور، كما تخطط للدخول في مدن أخرى مثل دلهي ومومباي وتشيناي ولكنها تواجه منافسة شديدة مع الشركات الهندية الناشئة.